# Gliese 876 c
Gliese 876 c ist ein Exoplanet, der den rund 15 Lichtjahre von der Sonne entfernten Roten Zwerg Gliese 876 im Sternbild Wassermann umkreist. Er ist der zweitinnerste bekannte Planet im Planetensystem des Sterns.

## Entdeckung
Nachdem 1998 bereits Gliese 876 b entdeckt worden war, führten Messungen der Radialgeschwindigkeit des Sterns durch das Lick-Observatorium und das Keck-Observatorium über sechs Jahre hinweg 2001 zum Nachweis eines zweiten Planeten durch ein Astronomenteam unter der Leitung von Geoffrey Marcy. Dieser war bereits an der Entdeckung von Gliese 876 b maßgeblich beteiligt gewesen.

## Eigenschaften
Gliese 876 c umkreist seinen Zentralstern in einer Entfernung von etwa 0,134 AE in jeweils etwas mehr als 30 Tagen. Seine Mindestmasse beträgt etwas mehr als zwei Jupitermassen. Mit seinen äußeren Nachbarplaneten Gliese 876 b und Gliese 876 e befindet er sich in einer Laplace-Resonanz: auf vier Umläufe von Gliese 876 c entfallen zwei von Gliese 876 b und einer von Gliese 876 e. Die drei Planeten sind hierin den drei Jupitermonden Io, Europa und Ganymed vergleichbar, die sich ebenfalls in einer Laplace-Resonanz befinden.
Es wird angenommen, dass die drei äußeren Planeten von Gliese 876 in größerer Entfernung vom Stern entstanden sind und anschließend durch Migration in ihre jetzigen Umlaufbahnen gelangt sind. Die Bahnneigung von Gliese 876 c beträgt wahrscheinlich 59°. Die große Bahnhalbachse beträgt mit etwa 0,129590 AE nur annähernd ein Drittel der des Merkur (0,387 AE) im Sonnensystem. Wegen der geringen Leuchtkraft des Zentralsterns befindet sich Gliese 876 c aber trotzdem noch in dessen habitabler Zone.
Aufgrund seiner Mindestmasse ist davon auszugehen, dass es sich bei Gliese 876 c um einen Gasplaneten wie Jupiter im Sonnensystem handelt. Von der Annahme einer jupiterähnlichen Atmosphäre ausgehend ist seine Atmosphäre wahrscheinlich zu kalt für Silikatwolken, aber zu warm für die Kondensation von Wasser. Sie erscheint damit wolkenlos.